# Мафия в трениках
«Мафия в трениках» (англ. Tracksuit Mafia) — вымышленная преступная группировка из комиксов, которые издаёт компания Marvel Comics.
Истоки банды идут из России. Они получили такое название, потому что носят спортивные костюмы.
В Кинематографической вселенной Marvel (КВМ) «Мафия в трениках» появилась в сериале «Соколиный глаз», который вышел на Disney+ в 2021 году.